# Anna Oxa
Anna Hoxha (n. 28 aprilie 1961, Bari, Italia), cunoscută drept Anna Oxa, este o cântăreață italiană de origine albaneză.